# St. Sebastianus Schützenbruderschaft Nörvenich 1408

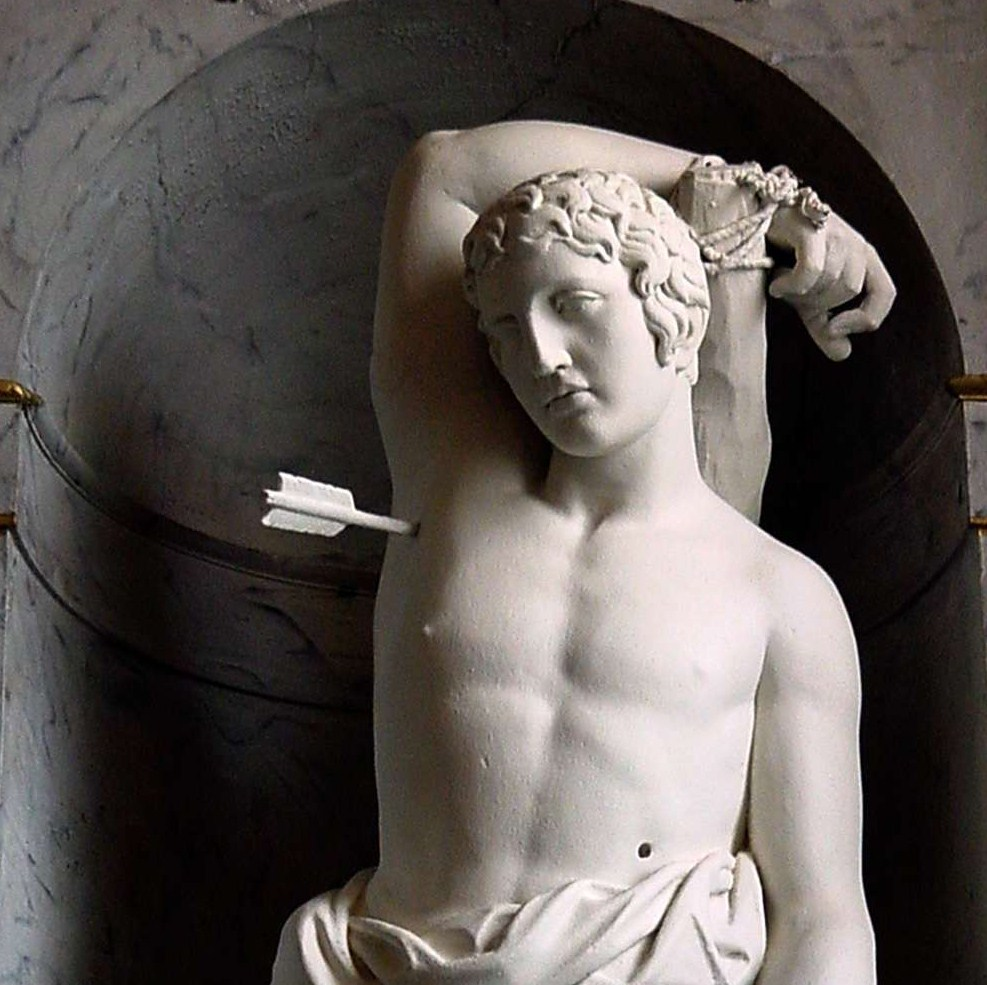
Der hl. Sebastianus

Die St. Sebastianus Schützenbruderschaft Nörvenich 1408 e. V. ist eine der ältesten Schützenbruderschaften Nordrhein-Westfalens in Nörvenich, Kreis Düren.
Bereits vor der Gründung der jetzigen Schützenbruderschaft gab es nachweislich seit 1340 eine Quirinus-Schützenbruderschaft.
1408 entstand in Nörvenich die Bruderschaft der Heiligen Fünf Jungfrauen. Aus dieser entstand die Sebastianus-Schützenbruderschaft. Der Amtmann Wilhelm von Vlatten wurde 1419 als Befehlshaber der Schützen genannt. 1442 wurden alle Wehrpflichtigen gemustert. In der Ordnung über die Dienstpflichten im Amt Nörvenich von 1447 sind auch die Pflichten der Schützenbruderschaft aufgeführt. Zwischen 1586 und 1596 erließ der Herzog von Jülich mehrere Edikte, die den Schutz der Grenzen und die Errichtung von Nachtwachen regelten. Außerdem waren die Schanzen von den Schützen zu besetzen. 1631 waren 282 Schützenmänner im Einsatz. Trotz deren Einsatz gegen den Einfall der französischen Truppen wurde das Dorf fast vollständig vernichtet. Gegen die Spanier konnte der Ort 1707 erfolgreich verteidigt werden.
Nach dem Ersten Weltkrieg erfolgte 1920 eine Wiedergründung der Schützenbruderschaft mit 98 Männern. 1936 wurde die Bruderschaft durch die Nationalsozialisten aufgelöst und in den Nationalsozialistischen Reichsbund für Leibesübungen zwangsintegriert. Nach dem Einmarsch der Amerikaner im April 1945 mussten alle Waffen abgeliefert werden.
2006 wurden nach 598 Jahren erstmals neben Männern auch elf Frauen und sechs Mädchen in die Schützenbruderschaft aufgenommen. 2008 und 2018 richtete die Bruderschaft das Kreisbundesschützenfest aus.